# Mona (Lied)
Mona (I Need You Baby) ist ein Song von Bo Diddley. Er wurde als B-Seite seiner Single Hey! Bo Diddley 1957 veröffentlicht.
Mona war angeblich ein Loblied, das er für eine 45-jährige exotische Tänzerin schrieb, die in der Flame Show Bar in Detroit arbeitete. Der Song wurde auch zur Vorlage für Buddy Hollys Song Not Fade Away.

## Coverversionen
Mona wurde von einer Vielzahl von Bands gecovert; die bekanntesten Versionen sind von:
- The Rolling Stones auf ihrer ersten LP The Rolling Stones (1964)
- The Iguanas (1966; US#1)
- Troggs auf der  LP Trogglodynamite (1967)
- Craig McLachlan (1990)